# Jaqueline Tyrwhitt
Pour les articles homonymes, voir Tyrwhitt.
Mary Jaqueline (Jacky) Tyrwhitt, née le 24 mai 1905 à Pretoria et morte le 21 février 1983 à Sparoza, district d'Attique de l'Est, en Grèce, est une architecte britannique.

## Biographie
Jaqueline Tyrwhitt naît le 24 mai 1905 à Pretoria, où son père, Thomas Tyrwhitt, architecte anglais, travaille dans les travaux publics de 1904 à 1908. Sa mère est Dorothy Nina Marsden. En 1908, la famille se réinstalle à Londres, Jaqueline Tyrwhitt est élève à St Paul's Girls' School en 1918. Elle prépare dans ce même établissement un certificat de la Royal Horticultural Society, en 1923. En 1924, elle est élève en première année à la Architectural Association School of Architecture. Elle est ensuite apprentie jardinière pour Ellen Willmott, dans sa propriété de Warley Place. Dans les années 1930, elle suit des cours du soir à la London School of Economics.
Elle obtient un poste d'enseignement à la New School for Social Research, à New York en 1948. De 1951 à 1955, elle est professeure invitée à l'université de Toronto, avec un congé durant l'année 1953-1954, où elle travaille pour un programme des Nations Unies en Inde. De 1955 à sa retraite académique en 1969, elle est professeure à la Harvard Graduate School of Design, de l'université Harvard.
Elle meurt à Sparoza, commune de Péania, en Attique de l'Est. Sa propriété est devenue le siège de la Mediterranean Garden Society.

## Publications
- (dir.) The heart of the city: towards the humanisation of urban life, avec J. L. Sert, and E. N. Rogers, 1952.
- Making a Garden on a Greek Hillside, [éd. posthume], Denise Harvey, 1998, 248 p.  (ISBN 978-9607120144)